# Villacreces
Villacreces − opustoszałe miasteczko w Hiszpanii w gminie Santervás de Campos, w prowincji Valladolid, we wspólnocie autonomicznej Kastylia i León.